# Zeckendorf (Scheßlitz)

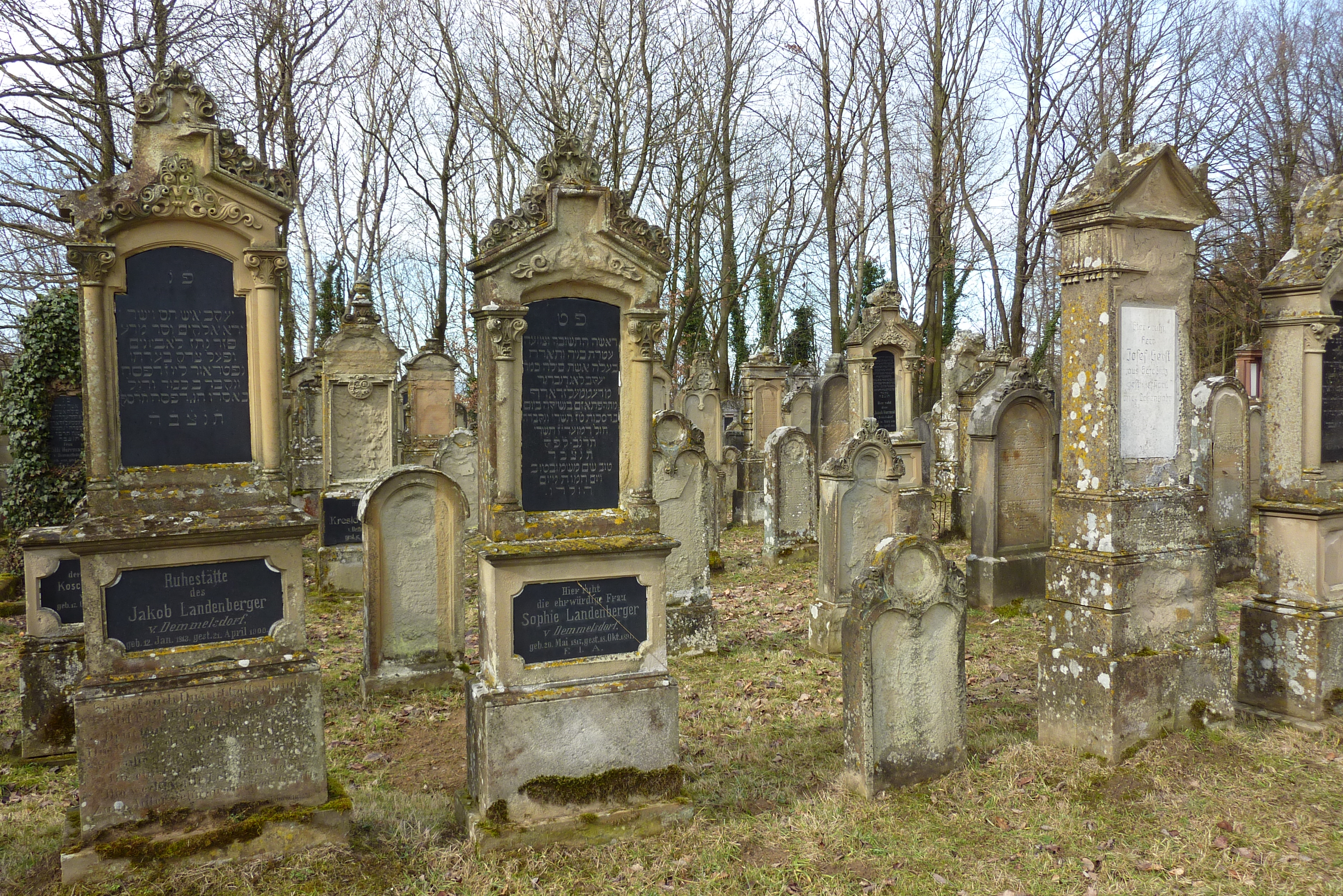
Zeckendorf Jüdischer Friedhof

Zeckendorf ist ein Gemeindeteil der Stadt Scheßlitz im oberfränkischen Landkreis Bamberg in Bayern. Das Dorf hat 235 Einwohner (Stand: 30. März 2022).

## Geschichte
Zeckendorf hatte bis 1938/42 – wie der Nachbarort Demmelsdorf – eine starke jüdische Gemeinde, deren Entstehung in die Zeit des 17. Jahrhunderts zurückgeht.
Am 1. Mai 1978 wurde der Ort in die Stadt Scheßlitz eingegliedert.